# 2007 في فلسطين

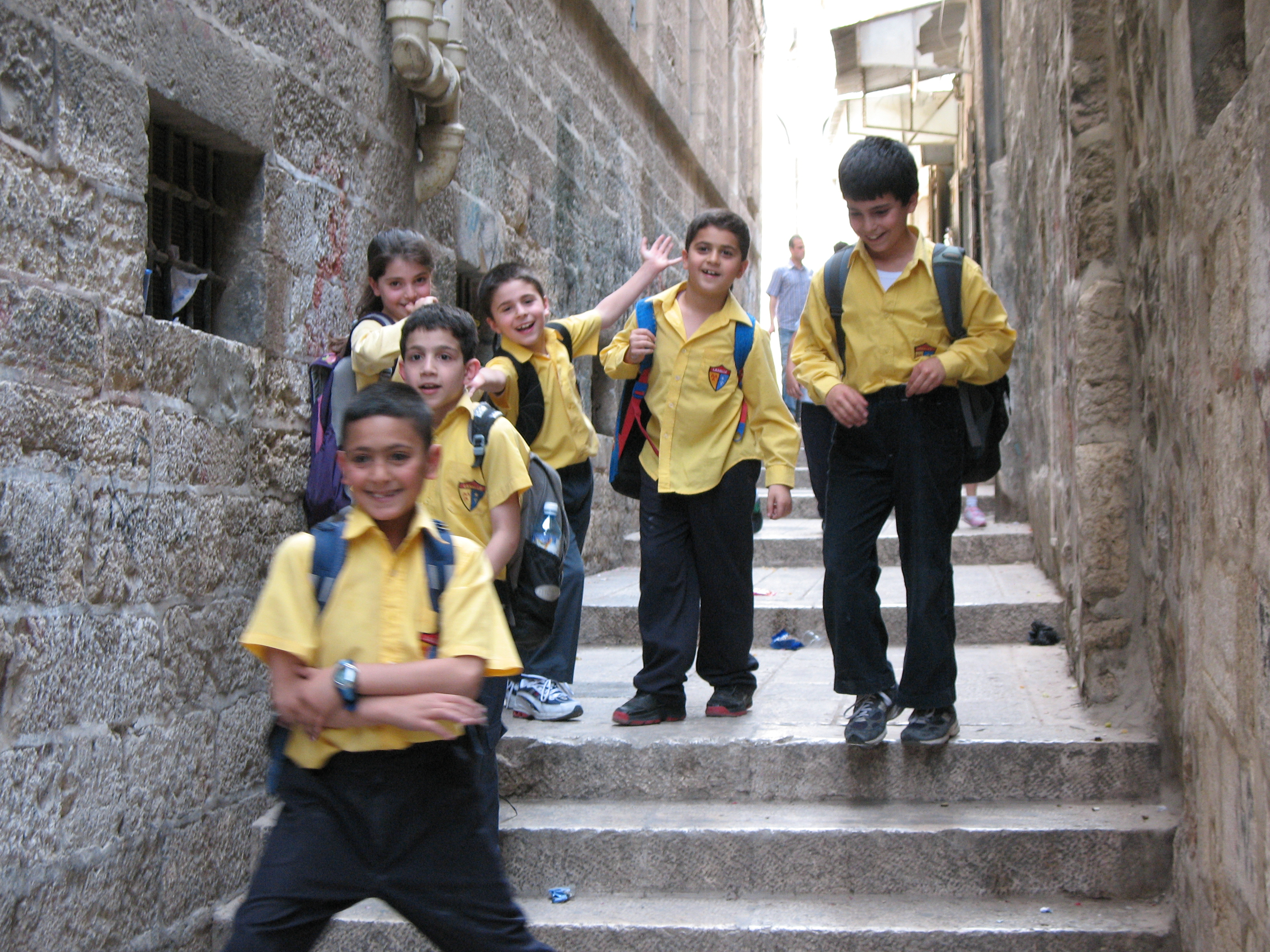
صورة لأطفال فليسطينيين عام 2007 وهم يحملون حقائبهم المدرسية ذاهبين بها إلى المدرسة.

أحداث عام 2007 في فلسطين

## السياسة

### تعيينات
- في 1 أغسطس 2007، عُين سامي مسلم رئيسًا لهيئة تنشيط السياحة الفلسطينية.[1]
- في 20 نوفمبر 2007، عُين سامي مسلم محافظًا لمحافظة طوباس.[2]

## أبرز الاحداث
- 6 فبراير - أعمال حفريات اسرائيليلة قرب باب المغاربة
- 8 فبراير - اتفاق بين حركتي فتح وحماس وقع في مدينة مكة بعد مداولات لمدة يومان وتم الأتفاق على أقاف أعمال الأقتتال الداخلي وتشكيل حكومة وحدة وطنية.
- 29 مارس – افتتح رامي الحمد الله رئيس جامعة النجاح الوطنية وممثل كوريا الجنوبية لدى السلطة الفلسطينية المعهد الكوري الفلسطيني المتميز لتكنولوجيا المعلومات الذي مولت إنشائه كوريا الجنوبية.[3]
- 9 يونيو - بداية اشتباكات [4] بين حركتي فتح وحماس والذي انتهي إلى فرض حماس سلطتها على القطاع
- 14 يونيو - عباس يحل حكومة الوحدة ويعلن حالة الطواريء [5]
- 17 يونيو - فياض وحكومته يؤدون اليمين أمام الرئيس عباس دون أخذ الثقة من التشريعي
- 19 سبتمبر - الاحتلال يعلن قطاع غزة كيانا معاديا
- 27 نوفمبر - مؤتمر أنابوليس وانتهى المؤتمر مع صدور بيان مشترك من جميع الاطراف. نظم المؤتمر من قبل الولايات المتحدة وتحت إشراف وزيرة خارجيتها كوندوليزا رايس واستمر ليوم واحد [6]

## وفيات
- 10 فبراير: طلال سدر سياسي فلسطيني، تولى حقيبة وزارة الشباب والرياضة في حكومة ياسر عرفات الثانية.
- 25 سبتمبر: حيدر عبد الشافي رئيس أول وفد مفاوض إلى مدريد
- 5 نوفمبر: فؤاد البيطار، دبلوماسي فلسطيني كان سفيرًا لفلسطين لدى تنزانيا، وقبرص، وإيطاليا، واليونان ورومانيا.